# Fuel TV
Fuel TV è un servizio di streaming dedicato agli sport estremi.
Il network fu fondato il 1º luglio 2003 grazie all'intuito di Alistair Gosling. Il canale, che andava in onda via cavo e via satellite, si focalizzava sugli sport estremi come BMX skateboard, snowboard, motocross e altro. Nel 2012 Fuel TV iniziò la programmazione anche dei match della UFC. Nel 2012-2013 si allontanò ulteriormente dal suo concept originario ed iniziò a trasmettere le partite della Premier League inglese. Infine nel 2013 Fuel TV venne rinominata in Fox Sport 2.
Nel 2014 Fuel TV lanciò il suo sito online ed iniziò a trasmettere 24/7 contenuti riguardanti gli sport estremi.
Fuel TV è attualmente visibile online in 103 paesi nelle piattaforme come Pluto TV e Samsung TV plus.